# Institut mémoires de l'édition contemporaine
L'Institut mémoires de l'édition contemporaine (in acronimo IMEC) è un istituto di conservazione e recupero di beni culturali che ha la sua sede in una abbazia della Bassa Normandia, l'abbazia d'Ardenne. Funge essenzialmente da archivio.
Venne aperto nel 1989. Conserva il materiale lasciato in eredità da 350 autori francesi (per esempio Louis Althusser, Roland Barthes, Samuel Beckett, Albert Camus, Marguerite Duras, Michel Foucault, Jean Genet e Alain Robbe-Grillet), ma anche gli archivi provenienti da editori e riviste varie.